# Cour de l'Étoile-d'Or
Cour de l'Étoile-d'Or är en enskild återvändsgata i Quartier Sainte-Marguerite i Paris elfte arrondissement. Gatan har fått sitt namn, Étoile-d'Or (svenska: "Den gyllene stjärnan"), efter en skylt som fanns där. Cour de l'Étoile-d'Or börjar vid Rue du Faubourg-Saint-Antoine 75.

## Historia
Cour de l'Étoile-d'Or började att byggas omkring år 1640 och består i dag av två gårdar. År 1998 gavs den ena gården namnet Cour des Shadoks efter filmanimatören Jacques Rouxels TV-serie Les Shadoks; Rouxel hade sin bostad vid Cour de l'Étoile-d'Or.
Cour de l'Étoile-d'Or är sedan 1928 ett monument historique.

## Bilder
| - Gatuskylt. |

| - Cour de l'Étoile-d'Or. - Cour des Shadoks. |

## Omgivningar
- Sainte-Marguerite
- Cour des Trois-Frères
- Cour de la Maison-Brûlée
- Cour Saint-Joseph
- Passage de la Boule-Blanche
- Cour Viguès
- Cour Jacques-Viguès

## Kommunikationer
- Tunnelbana – linje  – Ledru-Rollin
- Busshållplats La Boule Blanche – Paris bussnät, linje 76 86